# Te
Te (Camellia sinensis) är en kameliaväxt och en dryck framställd av denna växt. Drycken framställs av unga bladskott från växten och har använts av människor i åtminstone 1700 år, med början i Kina. Den globala produktionen uppskattades av FN:s livsmedels- och jordbruksorganisation (FAO) till 3,44 miljoner ton år 2005 vilket är en rekordhög notering. De fyra största producentländerna 2005 var Kina (940 000 ton), Indien (830 000 ton), Sri Lanka (308 000 ton) och Kenya (295 000 ton). Andra länder med en årsproduktion som överstiger 100 000 ton är Turkiet, Indonesien, Vietnam och Japan.
Te innehåller koffein (kallas ibland tein när det förekommer i te) som bland annat är uppiggande. Svart te innehåller ungefär 400 mg tein per liter, grönt te ungefär 200 mg per liter. Jämförelsevis är koffeinhalten i bryggkaffe ungefär 800 mg per liter.

## Namn
I det gamla Kina, där växten först togs i bruk, förekom flera olika tecken/ord för te. De numera utanför Kina använda namnen går - med några få undantag - tillbaka på det sedan länge vanligaste av dessa tecken, 茶, på standardkinesiska uttalat chá, men varierar beroende på varifrån i Kina ordet lånats: från nordkinesiska eller kantonesiska kommer alla ord som liknar cha (ryska, hindi, persiska, turkiska, portugisiska, etc.), från Fujian (och specifikt staden Xiamen) kommer alla ord som liknar te (tyska, franska, engelska, svenska, etc.). Till svenskan kom ordet från engelskan, som fått sitt ord från holländskan, som hade det direkt från Xiamen.
I äldre svenska och i vardagssvenska påträffas flera olika stavningar, bland annat "the", "té", "tea", "tee", "thé", "thee" och "thée". I Svensk ordbok och Svenska Akademiens Ordlista redovisas ingen alternativ stavning jämte te.
I överförd bemärkelse används te även om andra dekokter på blad och blommor utan att de innehåller växten te.

## Historia

### Kina
Te började användas för medicinska ändamål i Kina i slutet av 300-talet. Då ansågs det som en ytterst läkande brygd som botade mycket.
I kejsargraven Han Yangling utanför Xi'an i Kina har man hittat världens äldsta fynd av te. Detta te är daterat till ungefär 141 f.Kr.. Fyndet visar att det fanns en utvecklad te-kultur bland Kinas kejsare under Handynastin.

### Övriga världen

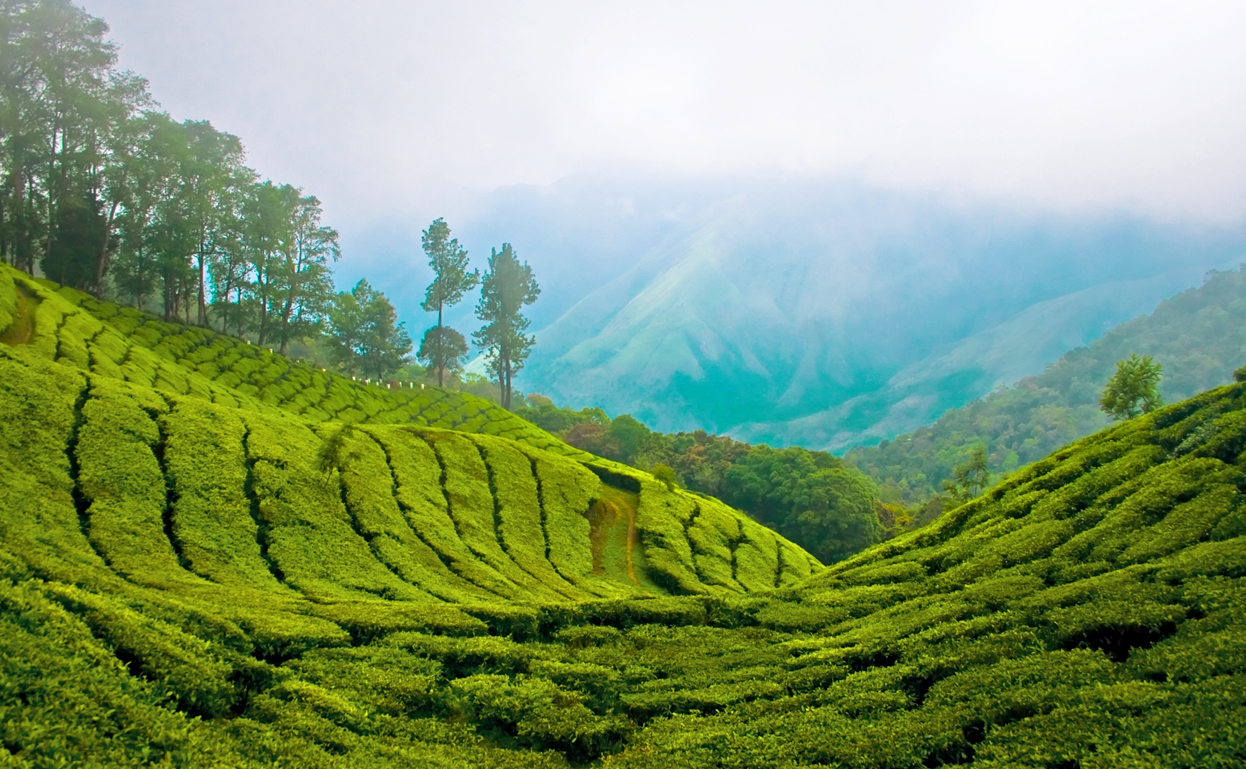
Teplantage i Indien

Första gången växten nämndes i Europa var 1559, när venetianaren Giambattista Ramusio beskrev den i sin bok Delle navigationi et viaggi. År 1557 upprättades den första direkthandeln mellan Kina och Europa, då portugiserna nådde Kina sjövägen, och 1610 importerades te av portugiserna via Macao i Guangdong och av holländarna via Bantam på Java. Året efter började holländarna också importera te direkt från Japan. Först i början av 1700-talet kom tehandeln att domineras av det Brittiska Ostindiska Kompaniet. Med utveckling av snabbare segelfartyg och en kraftigt ökad handel föll priset på den tidigare ytterst exklusiva drycken, så att även "vanligt folk" kunde börja dricka te. 
I över tvåhundra år hemlighöll kineserna hur odling och framställning av te tillgår. Buskar, sticklingar och frön fick inte lämna landet. Den viktigaste handelsvara som användes i utbyte mot te var silver, och när tedrickandet började bli riktigt populärt i England började handelsunderskottet ses som ett hot mot den brittiska ekonomin. Ostindiska kompaniet började då frakta opium till Kina från sina kolonier i Indien. Opiet såldes till kineserna mot betalning i silver, vilket man sedan kunde använda för att köpa te. Detta ledde till det så kallade opiumkriget 1839–1842, under vilket kinesiska myndigheter försökte stoppa den illegala importen av opium genom att konfiskera och förstöra allt opium. Engelsmännen svarade med att beskjuta kinesiska hamnstäder, och slutligen tvingades den kinesiska regeringen till en mängd eftergifter, bland annat uppgivandet av Hongkong och legalisering av opiumhandeln.
I Sverige försökte Carl von Linné införa teodling, men försöket misslyckades, och han rekommenderade i stället inhemska växter som ersättning, framför allt blad av kungsmynta, Origanum vulgare.
I Boston i den brittisk-amerikanska kolonin Massachusetts Bay genomfördes 1773 en betydande protestaktion mot den engelska regeringens tehandelspolitik – "tebjudningen i Boston" (the Boston Tea Party). Aktionen var en av de saker som ledde till nordamerikanska frihetskriget och så småningom (1783) till Förenta staternas fulla självständighet.

## Odling
Flera sorter av teplantan används inom teodlingen:

### Assam-te
Den största producerade volymen te kommer från sorten assam-te (C. sinensis var. assamica eller C. assamica) som huvudsakligen odlas i den indiska delstaten Assam. Sorten är ett litet enstammigt träd med stora blad. I naturligt tillstånd kan trädet blir 6–20 meter högt, och växer då i nordöstra Indien, Myanmar, Vietnam och södra Kina. Som odlat träd tillåts trädet inte växa sig högre än midjenivå. Assam-te är en växt som växer på relativt låga höjder och kräver mycket regn men väldränerad mark. Trädet är känsligt för extrema temperaturer. Assam-te, som "upptäcktes" 1823 (bladen hade använts av lokalbefolkningen tidigare), är en av de ursprungliga teväxterna. Alla teer från Assam och det mesta av ceylonteet är från denna sort. Assam-te har en mustig smak i motsats till de mer blommiga kinesiska teerna.

### Kinesiskt te

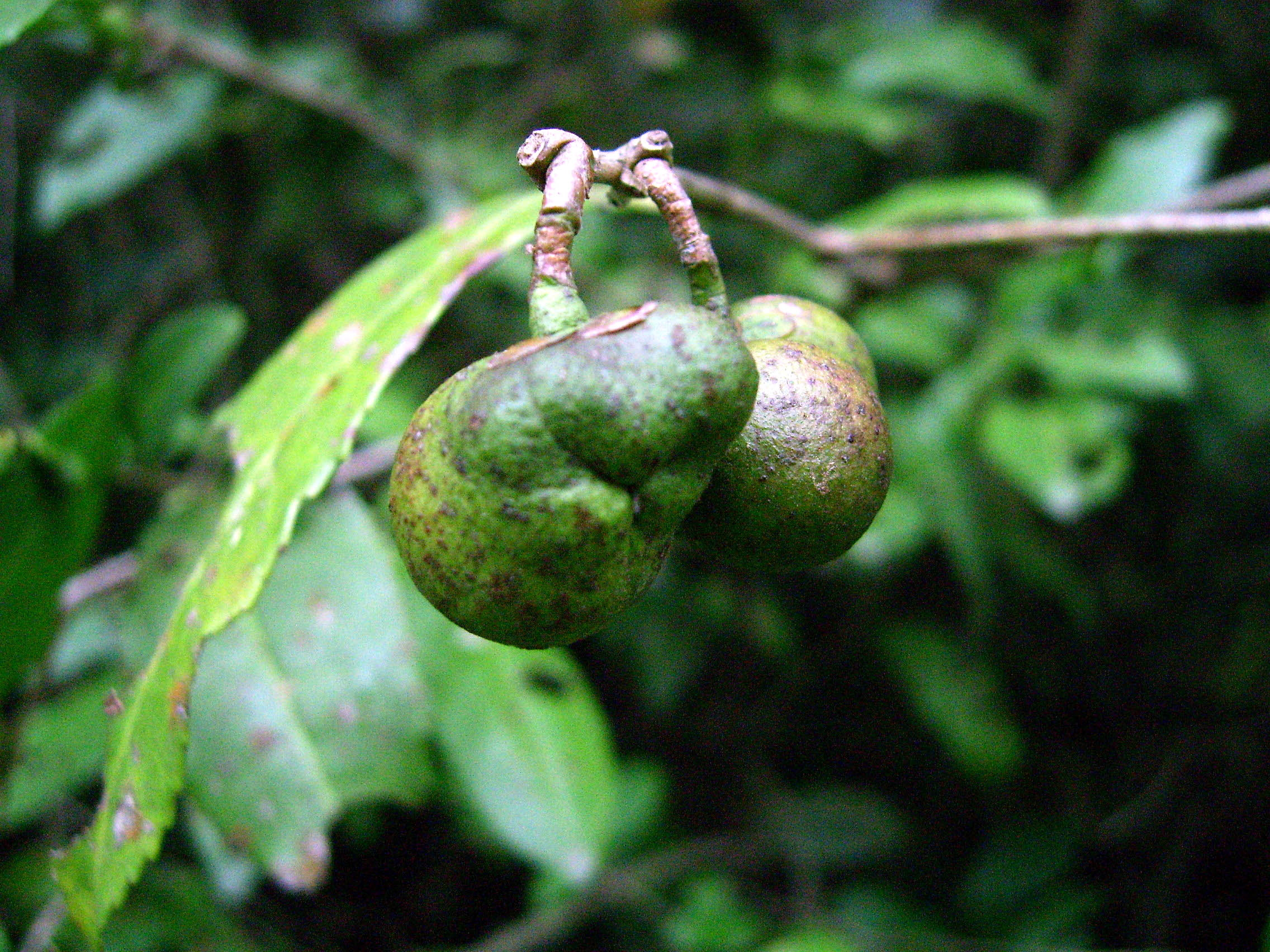
Frökapslar av Camellia sinensis

Den kinesiska teplantan (C. sinensis var. sinensis) är en flerstammig buske med små blad som blir cirka 3 meter hög. Den växer naturligt i sydöstra Kina. Det var den första teplantan att upptäckas, beskrivas och odlas, för cirka 3000 år sedan. Några av de mest populära teerna kommer från denna sort.

### Kambodjanskt te
Den teplanta som odlas i Kambodja (C. sinensis var. parvifolia) har blad som i storlek befinner sig emellan assam-te och kinesiskt te. Den är ett litet flerstammigt träd, och anses ibland vara en hybrid mellan assam-te och kinesiskt te.

### Odlingsländer
De fyra största producentländerna i dag (2005) är Kina (940 000 ton), Indien (830 000 ton), Sri Lanka (308 000 ton) och Kenya (295 000 ton). Andra länder med en årsproduktion överstigande 100 000 ton är Turkiet, Indonesien, Vietnam och Japan.

## Behandling
Alla olika slags teer behandlas på olika sätt och det förekommer också skillnader mellan olika sorter av samma slag. För de stora grupperna gröna och svarta teer ser den generella processen ut så här:
- Grönt te. Efter plockningen upphettas tebladen några minuter i en mycket varm (100-200 °C) panna för att förhindra oxidation, därefter rullas och torkas bladen varefter de sorteras och paketeras.
- Svart te. Efter plockning får bladen, som oftast skärs eller krossas, oxidera varefter de torkas, sorteras och paketeras. Inte att förväxlas med det man i Kina kallar svart te.

## Kategoriseringar

### Den kinesiska grundindelningen

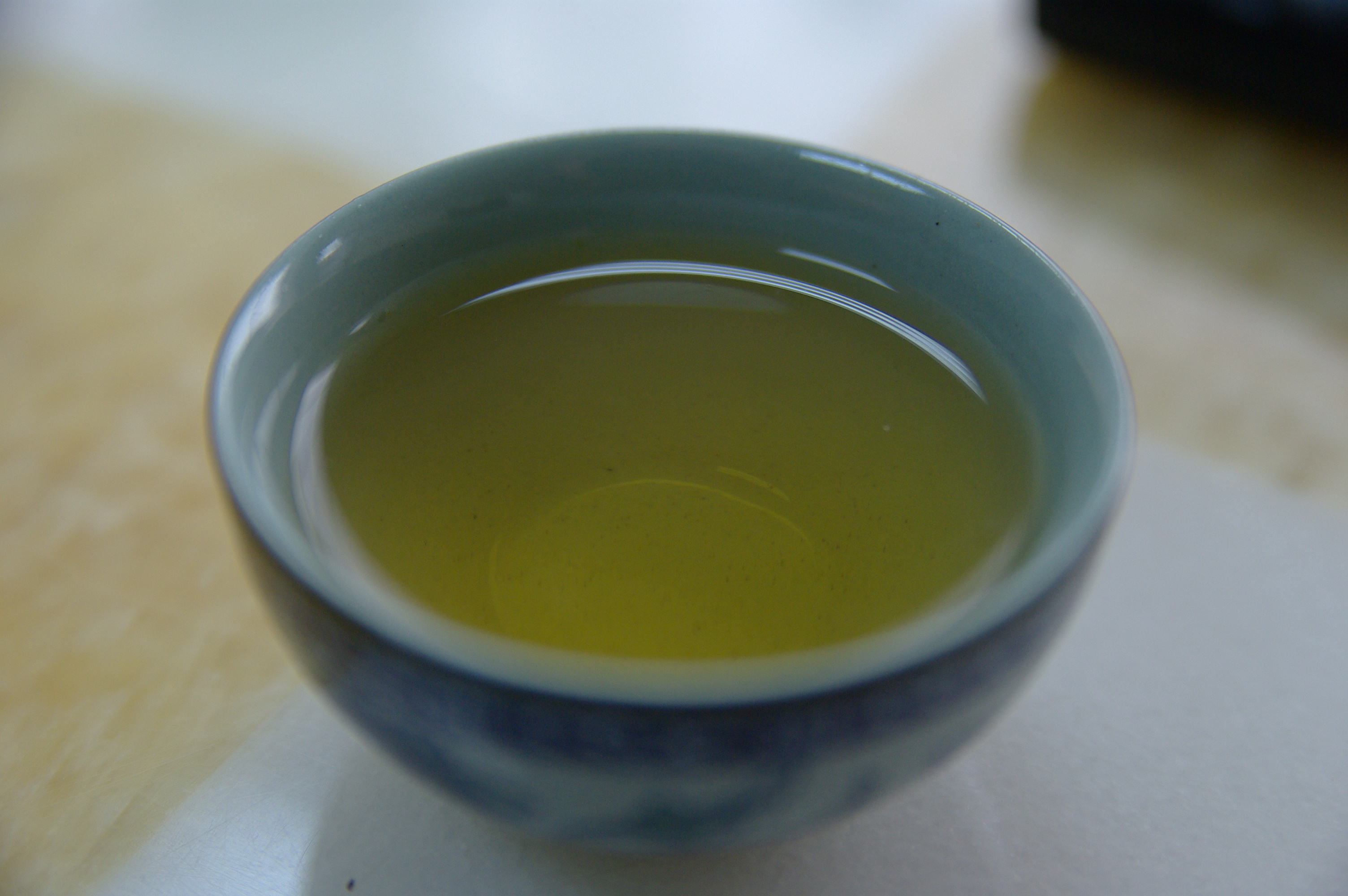
Grönt te.

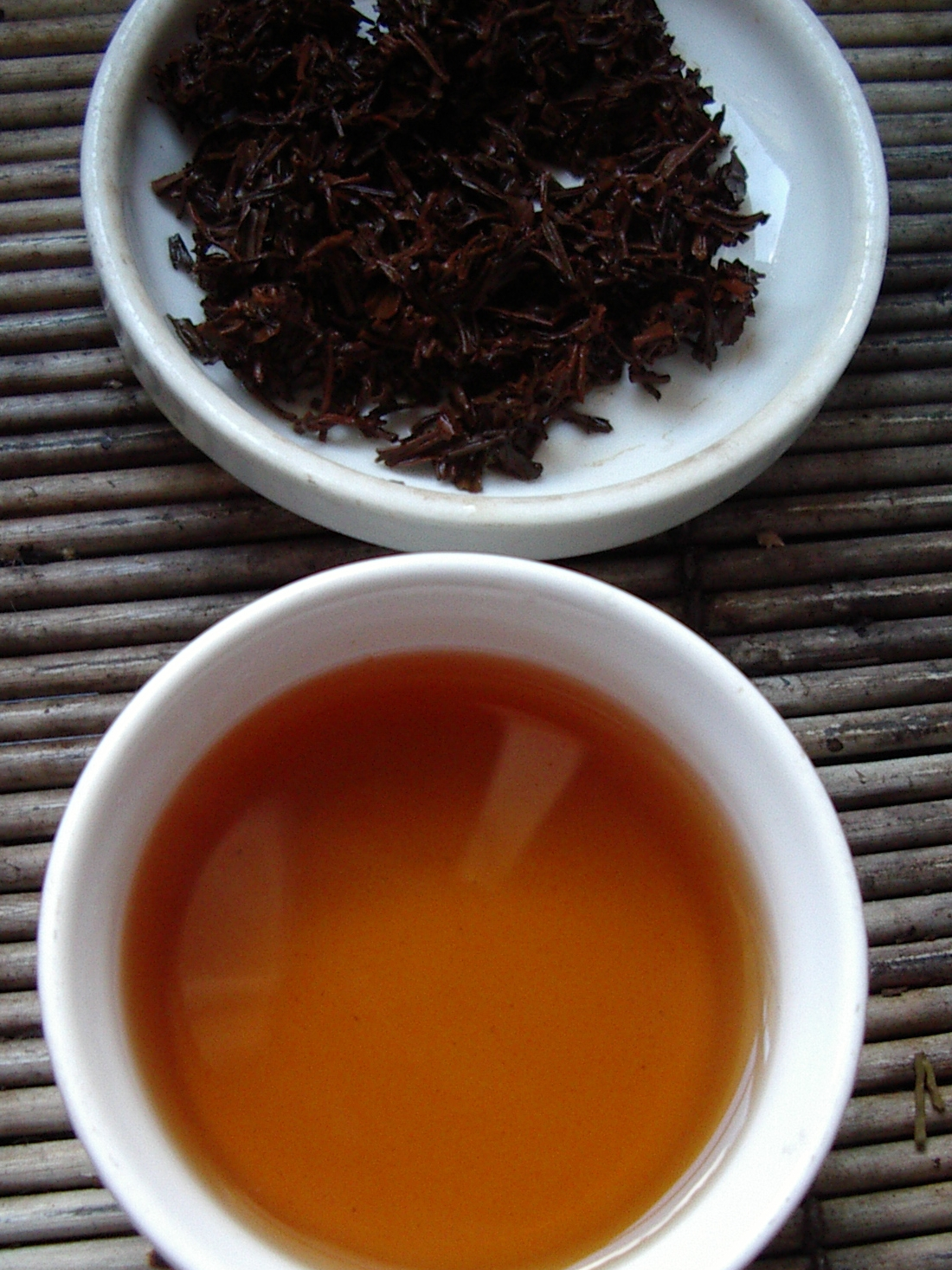
Rött te; vad man i väst kallar för svart te.

#### Grönt te
Grönt te är den vanligaste sorten i Kina och angränsande länder. De nyplockade tebladen upphettas genom ångning (den äldre metoden, fortfarande använd i Japan) eller torrstekning (den sedan länge förhärskande tekniken i Kina) för att förhindra oxidation, rullas och torkas sedan.

#### Rött te
Det te som är vanligast i västvärlden kallas där svart te efter färgen på de torra bladen, men i Kina kallas det rött efter färgen på drycken. Efter plockning får bladen (som vanligen först skärs eller krossas) oxidera, en process under vilken de bland annat svartnar, innan de rullas och torkas. Den internationellt vanligaste formen av te. Ska inte förväxlas med rooibos, som ibland något vilseledande kallas rött te.

#### Oolong-te
Oolong är en grupp teer som får oxidera något innan processen avbryts genom upphettning och kan därigenom sägas ligga mellan gröna och röda teer. Kommer ursprungligen från Fujian. Taiwan är ett land där oolongte är särskilt populärt.

#### Mörkt te
Det man i Kina kallar svart te är ett från början grönt te som efter torkning och pressning till kakor tillåts fermentera. Det är en komplex process som omfattar både oxidation och biologiska processer. Den mest kända gruppen av svarta teer är Pu'er från Yunnan.

#### Vitt te
Vitt te är ett te som inte ångas eller steks efter skörd utan torkas direkt vilket gör det något mer oxiderat än gröna. Den högsta kvaliteten av vitt te görs av teblad som skördas precis innan bladen ska slå ut. Vitt te är en liten men växande grupp som rider på hälsotrenden. Vitt te framställs huvudsakligen i Kina, men produceras även på det indiska fastlandet och Sri Lanka.

#### Gult te
Gult te framställs som det gröna men får vissna något mellan den första upphettningen och den slutliga torkningen vilket ger både blad och dryck dess gula färg. En kvantitativt mycket liten grupp.

### Andra kategoriseringar

#### Blomte
Teer som torkas tillsammans med väldoftande blommor vars doft de ännu inte torra tebladen tar till sig. Mest känt är jasminte.

#### Brickte
Te som för att underlätta transport och förvaring pressats till kakor, kulor eller brickor. Tidigare ofta te av mycket låg kvalitet.

#### Smaksatt te
Te, vanligen svart, som smaksatts med fruktolja, fruktskal, blommor och/eller smakessenser, exempelvis Earl Grey, citronte och den svenska teblandningen Söderblandning. I takt med ökad efterfrågan på grönt te i västvärlden har alltfler varianter av smaksatt grönt te dykt upp.

#### Hälsote
Teer som saluförs som bantnings- eller skönhetste är ofta pu'er av låg kvalitet.

#### Örtte
Örter som tillagas och dricks på samma sätt som te, eller teer som smaksatts med väldoftande örter.

#### Rökt te
Lapsang souchong, ett svart te ursprungligen från Fujian som torkas under eldning av tall vilket ger teet en tjäraktig doft.

#### Påste/löste
Efter torkning sorteras tebladen. Stora teblad säljs som löste och mindre som påste. Vanligt svart te som ska bli påste klipps som regel till önskad storlek i tillverkningsprocessen vilket inte bara underlättar oxidationen utan också gör att påste drar snabbare än löste.

#### Pulverte
Under Songdynastin spred buddhistmunkar tekniken att mala grönt te till ett fint pulver som blandades med kokt vatten från Kina till Japan där pulverte fortfarande används bland annat i teceremonin.

#### Snabbte
Som snabbkaffe men gjort på te, och än så länge inte på långt när lika vanligt.

#### Andra produkter med te
Te ingår, framförallt i Östasien, i en lång rad drycker och maträtter, exempelvis teläsk, tevin, kombucha och teglass. I Kina förekommer maträtter med friterade teblad.

#### Telöst "te"
Flera drycker som bereds på samma sätt som te kallas teer utan att innehålla minsta spår av teblad, exempelvis krysantemumte och rooibos.

#### Silverte
När man bereder varmt vatten som till te men utan att lägga i något te utan bara dricker vattnet rent eller ibland med lite mjölk eller socker, kallas det ofta lite skämtsamt för silverte, med hänvisning både till de olika färgerna som vanligt te kan ha (se ovan) och rent vattens något silverfärgade utseende.

## Tillagning och servering
Generellt brukar man säga att tre gram te per kopp är lämpligt oberoende av vilket te det rör sig om. Den stora skillnaden gäller temperaturen på vattnet. Ju mindre oxiderat och ju finare kvalitet desto lägre temperatur och längre dragningstid. De flesta svarta teer bör tillagas med vatten så nära kokpunkten som möjligt medan 70 grader är ett riktmärke för gröna och vita teer. Temperaturen för oolongteer beror på oxidationsgraden. En del oolongteer är bara lätt oxiderade och då räcker 80 grader. Andra sorter är mer oxiderade och bör tillagas med 90 gradigt vatten. Detta är dock bara generella riktmärken och många tesorter har speciella traditioner knutna till sig som detaljerar exempelvis om teet ska dra under lock eller inte. Historiskt och regionalt förekommer stora variationer.
Särskilt i östra Asien används te även som smaksättning i andra drycker och maträtter. I Storbritannien är det tradition att dricka te om eftermiddagarna, en sed som anses ha skapats av hertiginnan av Belford omkring år 1840.